# 高雄海軍航空隊
高雄海軍航空隊為大日本帝國海軍航空部隊之一，為帝國海軍第三支以陸基攻擊機為部隊主力機種的戰鬥部隊，成立於台灣日治時期1938年；參與中国抗日战争、太平洋戰爭等。1942年10月變更名稱為第七五三海軍航空隊，1944年7月解編。在1942年11月再度重編的高雄海軍航空隊為教練機訓練轉換單位，另外在1944年成立了第二高雄海軍航空隊，兩隻單位均為教育訓練用，未投入實戰。

## 歷代司令
- 石井芸江上校（1938年4月1日 - ）
- 安藤榮城上校（1938年12月15日 - ）
- 菊池朝三上校（1939年11月15日 - ）
- 田口太郎中校（1940年11月1日 - ）
- 伊藤良秋上校（1941年6月25日 - ）
- 久邇宮朝融王上校（1942年3月20日 - ）
- 梅谷薰上校（1942年10月5日－1944年7月10日解隊）

## 高雄海軍航空隊（二代）
為練成飛行訓練生而增設的中間・慣熟練航空隊，使用初代高雄空的番號而編成。雖是練習航空隊，但也使用教材的零式艦上戰鬥機、九六式陸上攻擊機兼任台灣周邊的對潛哨戒任務。
- 1942年11月1日　開隊。編入第十四連合航空隊。
- 1943年9月　預科練特乙1期入隊。
  - 11月　特乙2期入隊。
- 1944年5月15日　設置台中分遣隊、特乙2期轉出。甲飛13期前期入隊。
  - 9月2日　甲飛13期後期入隊。
  - 12月1日　解隊。台中分遣隊移交虎尾海軍航空隊。

## 第二高雄海軍航空隊
為補完高雄空而設置的初歩・中間練習航空隊。比二代高雄空更著重於練習的部隊，設置之初即被排除在戰力外。
- 1944年8月15日　開隊。編入第十四連合航空隊。
  - 12月1日　十四連空解散、轉為直屬高雄警備府。
- 1945年2月15日解隊

## 關連項目
- 艦隊
- 聯隊
- 陸軍飛行戰隊
- 海軍航空部隊
- 大日本帝国海軍航空隊列表

## 外部連結
- Wendel, Marcus. . Japanese Navy(日本海軍).   [2009-04-21]. （原始内容存档于2010-01-02）.
- 日本陸海軍事典